# Silvanerpeton
Silvanerpeton is een geslacht van uitgestorven vroege Reptiliomorpha, in de jaren tachtig door Stanley Wood gevonden in de East Kirkton Quarry van West Lothian, Schotland, in een sequentie van het Brigantien van het Viséen (Vroeg-Carboon). De vondst is belangrijk, aangezien de steengroeve terrestrische afzettingen vertegenwoordigt uit Romer's Gap, een fossielarme periode waar de hogere groepen 'labyrinthodonten' evolueerden. Op basis van een opmerkelijk goed bewaard gebleven opperarmbeen en andere eigenschappen, wordt aangenomen dat het dier een relatief geavanceerde reptiliomorf was, dicht bij de oorsprong van de stamlijn van de amnioten.

## Naamgeving
De typesoort Silvanerpeton miripedes werd in 1993/1994 benoemd en beschreven door Jennifer A. Clack. De geslachtsnaam is een combinatie van Silvanus, de Romeinse god van de wouden, een verwijzing naar het leven in bossen, met het Grieks herpeton, 'kruipend dier'. Dit is meteen een toespeling op Wood. De soortaanduiding betekent 'wonderlijke voeten' van het Latijn mirus, 'verwonderlijk', en pes, 'voet', een verwijzing naar de perfecte conservering van de voeten van het fossiel en de bijzondere formule van de teenkootjes.

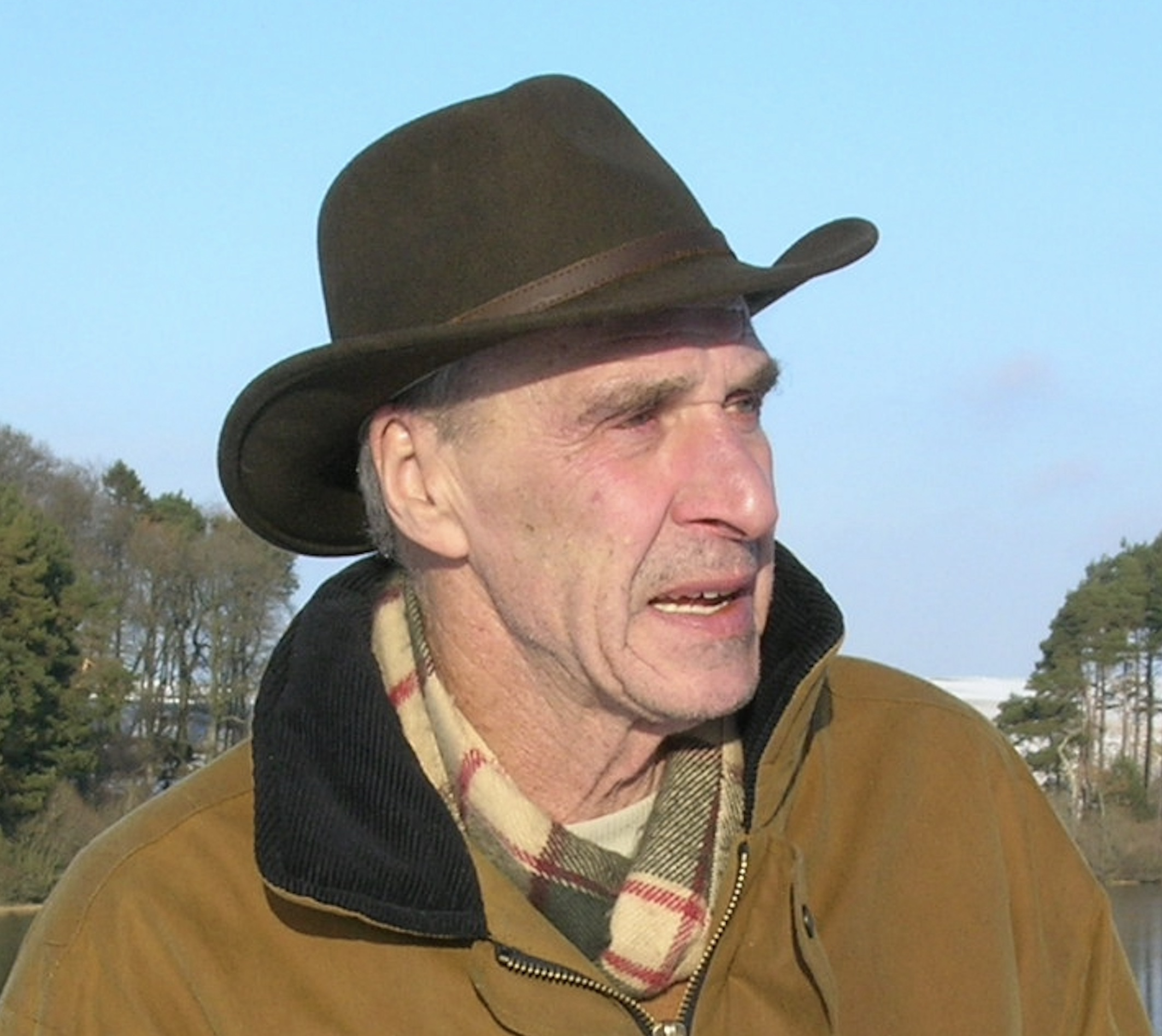
Stan Wood

Het holotype UMZC T1317 is gevonden in een laag van de West Lothian Oil-Shale Formation. Het bestaat uit een skelet met schedel dat ook huidafdrukken bewaart. In 1993 werd ook specimen UMZC T1252 toegewezen, een natuurlijk afgietsel van een schedel en voorste postcrania dat aangetroffen werd in de muur van een boerderij. In 2006 werden nog eens zeven specimina toegewezen waaronder enkele vrij volledige skeletten.

## Beschrijving
Bij leven was Silvanerpeton ongeveer veertig centimeter lang.
Het geslacht toont een mengeling van basale en afgeleide eigenschappen. Afgeleide eigenschappen zijn onder andere een smalle praemaxilla, een tabulare met een afgeplatte hoorn maar zonder knop, slanke ploegschaarbeenderen, een lange schacht van het opperarmbeen, een spaakbeen dat korter is dan de ellepijp, het bezit van vijf vingers en eironde schubben. Basale eigenschappen zijn een kort traanbeen, een bovenkaaksbeen dat achter de oogkas uitsteekt, een achterste coronoïde zonder opgaande tak aan de achterkant, een zone van tandjes op het parasfenoïde, een opperarmbeen dat langer is dan tweeënhalve middelste rompwervel, en de afwezigheid van een L-vormig bovenste tarsale.
De kop heeft een tongvormig profiel in bovenaanzicht. De oogkassen zijn groot. De praemaxilla draagt zeven kegelvormige tanden. Het bovenkaaksbeen draagt tweeënveertig tanden. Het aantal marginale tanden in de bovenkaken is kleiner dan het aantal in de onderkaken. Het postorbitale is breed. Er zijn dertig wervels vóór de sacrale wervels. De wervels hebben bolle onderzijden met bijna gesloten pleurocentra en wigvormige intercentra. Het interclaviculare is vliegervormig. Bij het opperarmbeen is het entepicondyle smal. De ellepijp mist een processus olecrani. Het darmbeen heeft een langwerpig staafvormig achterblad. De formule van de teenkootjes is 2-3-4-5-5.

## Fylogenie
Clack gaf in 1993 een vage verwantschap met de 'anthracosauriërs' aan maar onderkende in 2006 dat dit een parafyletische, dus geen natuurlijke groep was. Een analyse in 2006 had tot uitkomst dat Silvanerpeton erg basaal stond, buiten de Embolomeri, en aan geen reeds benoemde 'familie' kon worden toegewezen.

## Levenswijze
Sommige paleontologen denken dat het als volwassene semi-aquatisch was, anderen geloven dat alleen de juveniele individuen van Silvanerpeton in het water leefden en dat de volwassenen volledig landbewonend waren. Alle fossielen lijken nog niet volgroeid te zijn maar hebben wel vaak redelijk verbeende botten. Ze moeten goed in staat geweest hun gewicht op het land te dragen. De achterpoten tonen geen sporen van zwemvliezen en de staart is niet speciaal hoog of overdwars afgeplat. Er zijn geen aanpassingen aan een aquatische levenswijze.